# 市立室蘭総合病院
市立室蘭総合病院 （しりつむろらんそうごうびょういん）は、北海道室蘭市にある病院（市区町村立病院）。

## 概要
「おもいやりの心がかよう病院」の理念を掲げ、室蘭市はじめ西胆振地域の住民にも高度な医療を提供している。また、地域の救急医療の中核病院として多発外傷などの急性期疾患を受け入れている。

## 沿革
- 1872年（明治5年）9月、官立の診療所を元室蘭（現在の崎守町）に開所。
- 1873年（明治6年）6月、新室蘭（現在の西小路町坂下）に移転し、「室蘭病院」と改称。
- 1874年（明治7年）1月、「室蘭出張所病院」と改称。
- 1875年（明治8年）9月、札幌病院管轄となり、「室蘭病院出張所」と改称。
- 1876年（明治9年）9月、「札幌病院室蘭出張所」と改称。
- 1882年（明治15年）5月、北海道開拓使から移管となり「公立室蘭病院」（旧港町39番地）と改称。
- 1886年（明治19年）7月、旧港町72番地（現在の「問屋の坂」）上に移転。
- 1898年（明治31年）11月、常盤町に新病院を建築。
- 1901年（明治34年）4月、「町立室蘭病院」と改称。追直に「町立室蘭伝染病院」を建築。
- 1918年（大正7年）2月、区制施行により「区立室蘭病院」と改称。
- 1921年（大正10年）1月、舟見町に「区立中浜病院」（伝染病院）を建築。
- 1922年（大正11年）8月、市制施行により「市立室蘭病院」と改称。
- 1932年（昭和7年）7月、パラチフスの大流行により中浜病院を急遽増築。
- 1951年（昭和26年）
  - 2月、火災により院舎を焼失。
  - 中浜病院を閉鎖し、常盤ケ丘病舎建築。
- 1958年（昭和33年）
  - 6月、「市立室蘭総合病院」と改称。
  - 11月、附属伝染病棟を建築。
- 1961年（昭和36年）7月、祝津分院新病舎を建築。
- 1964年（昭和39年）10月、「救急病院」（救急指定病院）に指定。
- 1965年（昭和40年）9月、祝津分院を増築。
- 1983年（昭和58年）2月、「地域センター病院」に指定。
- 1997年（平成9年）6月、現在地に新築移転。祝津分院・伝染病棟を統合。
- 1999年（平成11年）4月、伝染病予防法の廃止により伝染病床廃止。新たに感染症病床の指定を受ける。
- 2001年（平成13年）4月、厚生労働省から「臨床研修病院指定証」が交付。
- 2003年（平成15年）4月、院外処方箋の発行開始。
- 2004年（平成16年）
  - 4月、「臨床研修指定病院」に指定。
  - 12月、図書ボランティア導入。
- 2005年（平成17年）2月、集中治療室（ICU）開設。
- 2006年（平成18年）12月、院内案内ボランティア導入。
- 2007年（平成19年）3月、セカンド・オピニオン外来開設。
- 2008年（平成20年）
  - 2月、「災害拠点病院」に指定[3]。
  - 4月、地方公営企業法全部適用。
- 2009年（平成21年）9月、救急医療功労者厚生労働大臣表彰受章。
- 2011年（平成23年）
  - 2月、「市立室蘭みなと診療所」開設[4]。
  - 12月、リハビリテーションセンター開設。
- 2012年（平成24年）
  - 1月、日鋼記念病院と災害時における相互支援協定締結[5]。
  - 3月、電子カルテシステム導入。王子総合病院と災害時における相互支援協定締結[6]。
  - 4月、ハイケアユニット（HCU）開設。
  - 10月、病院機能評価（Ver 6.0）認定を受ける。
- 2013年（平成25年）4月、「北海道がん診療連携指定病院」に指定[7]。大学連携顕微鏡手術トレーニングセンター開設。
- 2014年（平成26年）5月、伊達赤十字病院・苫小牧市立病院・八雲総合病院と災害時における相互支援協定締結[8]。
- 2015年（平成27年）5月、地域包括ケア病棟開設。

## 診療科等
診療科
- 内科(総合診療科/循環器科)
- 消化器内科
- 循環器内科
- 呼吸器内科
- 糖尿病内科
- 神経内科
- 外科・消化器外科
- 呼吸器外科
- 心臓血管外科
- 整形外科
- 脳神経外科
- 産婦人科
- 小児科
- 眼科
- 皮膚科
- 形成外科（休診）
- 泌尿器科
- 耳鼻咽喉科
- 精神科
- 放射線科
- 麻酔科
- ペイン外来
- 各センター
  - 透析センター
  - 救急センター
  - リハビリテーションセンター
  - 精神医療センター
  - 脳卒中センター
  - 大学連携トレーニングセンター

診療部門
- 薬局
- 看護局
- 放射線科
- 臨床検査科
- 臨床工学科
- リハビリテーション科
- 栄養科
- 人工透析室
- 外来化学療法室

支援部門
- 医療連携・患者支援推進センター
- 医療安全管理室
- 感染防止対策室
- 事務局
- 医療情報管理室
- 診療情報管理室

## 院内施設
- ファミリーマート[9]
- ATM（室蘭信用金庫[10]）

## 関連施設
市立室蘭みなと診療所

## アクセス・駐車場
北海道旅客鉄道（JR北海道）室蘭駅から徒歩10分
路線バス：道南バス「市立病院前」または「市役所前」バス停利用
都市間バス：道南バス・北海道中央バス「市役所前」バス停利用
駐車場：来院者用245台（有料）、業務・職員用151台